# Miguel Márquez (Fußballspieler, 1911)
Miguel Márquez Peñate (26. Dezember 1911 in Las Palmas – 28. März 1996 in Santa Cruz) ist ein spanischer Fußballspieler.

## Frühes Leben und Ausbildung
Geboren am 26. Dezember 1911 in der Kanarenstadt Las Palmas, meldete Márquez’ älterer Bruder, der Bildhauer und Möbeldesigner Juan Márquez, den 11-jährigen Miguel an der Luján-Pérez-Schule an, wo er bei Juan Carló Medina und Eduardo Gregorio studierte und 1929 an der ersten historischen Ausstellung der Schule teilnahm.

## Spielerkarriere
Márquez begann seine Fußballkarriere bei seinem Heimatverein Athletic Fútbol Club de Palma, wo er schnell aus der Masse herausstach, so dass er 1932 von Espanyol unter Vertrag genommen wurde, bei dem er zwei Spielzeiten lang spielte und insgesamt 5 Tore in 9 Spielen erzielte, darunter 1 Tor in 3 La-Liga-Spielen und 4 Tore in 6 Katalanische Meisterschaft-Spielen. Danach wechselte er zu Manresa, aber seine Karriere wurde durch den Ausbruch des Spanischer Bürgerkriegs im Jahr 1936 unterbrochen.

## Tod
Nach seiner Heirat mit Dolores Zárate Méndez, einer aus Burgos stammenden Frau, die sich in Barcelona niedergelassen hatte, kehrte Márquez 1939 auf die Kanarischen Inseln zurück und ließ sich auf Teneriffa nieder, wo er am 28. März 1996 im Alter von 84 Jahren starb. Auch sein Sohn José Miguel Márquez Zárate machte eine beachtliche Karriere als Architekt.